# Đội tuyển bóng đá bãi biển quốc gia Cộng hòa Ireland
Đội tuyển bóng đá bãi biển quốc gia Cộng hòa Ireland đại diện Cộng hòa Ireland ở các giải thi đấu bóng đá bãi biển quốc tế, dưới sự điều hành của Hiệp hội bóng đá Ireland, cơ quan quản lý bóng đá ở Ireland. Sau khi thi đấu mùa giải 2001 và 2002 tại Giải vô địch bóng đá bãi biển châu Âu và Cúp, đội bóng không hoạt động cho đến hiện tại.
Nhiều cựu cầu thủ bóng đá nổi tiếng từng thi đấu khi đội tuyển còn hoạt động, bao gồm cựu tiền đạo Arsenal và Manchester United, Frank Stapleton, và cựu huấn luyện viên Blackburn Rovers, Owen Coyle năm 2015 gợi nhớ lại sự tham gia của mình với niềm vui khi nói về sự khó khăn khi thi đấu trên mặt sân cát hơn là mặt sân cỏ.

## Đội hình
Chính xác tính đến tháng 6 năm 2002

Ghi chú: Quốc kỳ chỉ đội tuyển quốc gia được xác định rõ trong điều lệ tư cách FIFA. Các cầu thủ có thể giữ hơn một quốc tịch ngoài FIFA.
| Số | VT | Quốc gia         | Cầu thủ         |
| -- | -- | ---------------- | --------------- |
| 2  | TM | Cộng hòa Ireland | Seamus Kelly    |
| 3  | TM | Cộng hòa Ireland | Pat Trehy       |
| 4  |    | Cộng hòa Ireland | Gareth McPhail  |
| 5  |    | Cộng hòa Ireland | Thomas Morgan   |
| 6  |    | Cộng hòa Ireland | Paul Osam       |
| 7  |    | Cộng hòa Ireland | Dean Fitzgerald |
| 8  |    | Cộng hòa Ireland | Liam Kelly      |
| 9  |    | Cộng hòa Ireland | Derek O´Neil    |
| 10 |    | Cộng hòa Ireland | Colm Tresson    |
| 11 |    | Cộng hòa Ireland | Andrew Cooke    |

| Số | VT | Quốc gia         | Cầu thủ           |
| -- | -- | ---------------- | ----------------- |
| 12 |    | Cộng hòa Ireland | Gerry Peyton      |
| 13 |    | Cộng hòa Ireland | Kellam O´Hanlon   |
| 14 |    | Cộng hòa Ireland | Keith Doyle       |
| 15 |    | Cộng hòa Ireland | John Byrne        |
| 16 |    | Cộng hòa Ireland | Tommy Coyne       |
| 17 |    | Cộng hòa Ireland | Owen Coyle        |
| 18 |    | Cộng hòa Ireland | Garry Haylock     |
| 19 |    | Cộng hòa Ireland | Frank Stapleton   |
| 20 |    | Cộng hòa Ireland | Jonathon Prizeman |
| 21 |    | Cộng hòa Ireland | Michael Murphy    |

Huấn luyện viên: Derek O´Neil

Đại biểu trưởng: Andy Clark

## Thành tích
- Thành tích Giải vô địch bóng đá bãi biển châu Âu: Hạng tám
  - 2001
- Thành tích Giải vô địch bóng đá bãi biển châu Âu: Hạng tám
  - 2002

## Kết quả
| 1 tháng 6 năm 2001 EBSL 2001, giai đoạn 1 | Cộng hòa Ireland | 1–8 | Bồ Đào Nha | Dublin, Ireland |  |
|                                           |                  |     |            |                 |  |

| 2 tháng 6 năm 2001 EBSL 2001, giai đoạn 1 | Cộng hòa Ireland | 4–6 | Ý | Dublin, Ireland |  |
|                                           |                  |     |   |                 |  |

| 3 tháng 6 năm 2001 EBSL 2001, giai đoạn 1 | Cộng hòa Ireland | 4–6 | Đức | Dublin, Ireland |  |
|                                           |                  |     |     |                 |  |

| 15 tháng 6 năm 2001 EBSL 2001, giai đoạn 2 | Bồ Đào Nha | 6–1 | Cộng hòa Ireland | Carcavelos, Bồ Đào Nha |  |
|                                            |            |     |                  |                        |  |

| 16 tháng 6 năm 2001 EBSL 2001, giai đoạn 2 | Ý | 4–1 | Cộng hòa Ireland | Carcavelos, Bồ Đào Nha |  |
|                                            |   |     |                  |                        |  |

| 17 tháng 6 năm 2001 EBSL 2001, giai đoạn 2 | Đức | 8–3 | Cộng hòa Ireland | Carcavelos, Bồ Đào Nha |  |
|                                            |     |     |                  |                        |  |

| 24 tháng 8 năm 2001 EBSL 2001, giai đoạn 3 | Ý | 10–0 | Cộng hòa Ireland | Riccione, Ý |  |
|                                            |   |      |                  |             |  |

| 25 tháng 8 năm 2001 EBSL 2001, giai đoạn 3 | Bồ Đào Nha | 22–1 | Cộng hòa Ireland | Riccione, Ý |  |
|                                            |            |      |                  |             |  |

| 26 tháng 8 năm 2001 EBSL 2001, giai đoạn 3 | Đức | 5–3 | Cộng hòa Ireland | Riccione, Ý |  |
|                                            |     |     |                  |             |  |

| 15 tháng 2 năm 2002 Cúp châu Âu 2002, vòng 1 | Tây Ban Nha | 10–0 | Cộng hòa Ireland | Barcelona, Tây Ban Nha |  |
|                                              |             |      |                  |                        |  |

| 16 tháng 2 năm 2002 Cúp châu Âu 2002, Bán kết thứ 5-8 | Anh | 11–3 | Cộng hòa Ireland | Barcelona, Tây Ban Nha |  |
|                                                       |     |      |                  |                        |  |

| 17 tháng 2 năm 2002 Cúp châu Âu 2002, thứ 7 play-off | Thụy Sĩ | 10–6 | Cộng hòa Ireland | Barcelona, Tây Ban Nha |  |
|                                                      |         |      |                  |                        |  |

### Thành tích mọi thời đại
tính đến tháng 2 năm 2002
| Giải đấu                              | St | W | WE | L  | BT | BB  | HS  | Đ |
| ------------------------------------- | -- | - | -- | -- | -- | --- | --- | - |
| Giải vô địch bóng đá bãi biển châu Âu | 9  | 0 | 0  | 9  | 17 | 75  | –58 | 0 |
| Giải vô địch bóng đá bãi biển châu Âu | 3  | 0 | 0  | 3  | 9  | 31  | –22 | 0 |
| Tổng cộng                             | 12 | 0 | 0  | 12 | 26 | 106 | –80 | 0 |